# William Johnson
Pour les articles homonymes, voir William Johnson (journaliste), Johnson, William Granger Johnson et Général Johnson.
William Johnson (vers 1715 – 11 juillet 1774 à Johnson Hall, Johnstown dans l'État de New York), 1er baronnet, est un fonctionnaire anglo-irlandais de l'Empire britannique. Il devient représentant britannique auprès des Iroquois, puis surintendant des Affaires indiennes pour les colonies du Nord.

## Biographie
Il est le fils de Christopher Johnson et d'Anne Warren. Étant encore un jeune homme, Johnson s'installe dans la province de New York pour gérer un domaine acheté par son oncle, l'amiral Peter Warren, qui était situé au milieu du territoire mohawk, l'une des six nations de la Ligue des Iroquois. Johnson apprend la langue mohawk et les coutumes iroquoises. Il est nommé agent britannique auprès des Iroquois. En raison de son succès, il est nommé, en 1756, au poste de surintendant britannique des Affaires indiennes pour les colonies du Nord. Tout au long de sa carrière en tant que fonctionnaire britannique parmi les Iroquois, Johnson combine les affaires personnelles avec la diplomatie officielle pour faire l'acquisition de dizaines de milliers d'hectares de terres autochtones. De cette façon, il devient très riche.

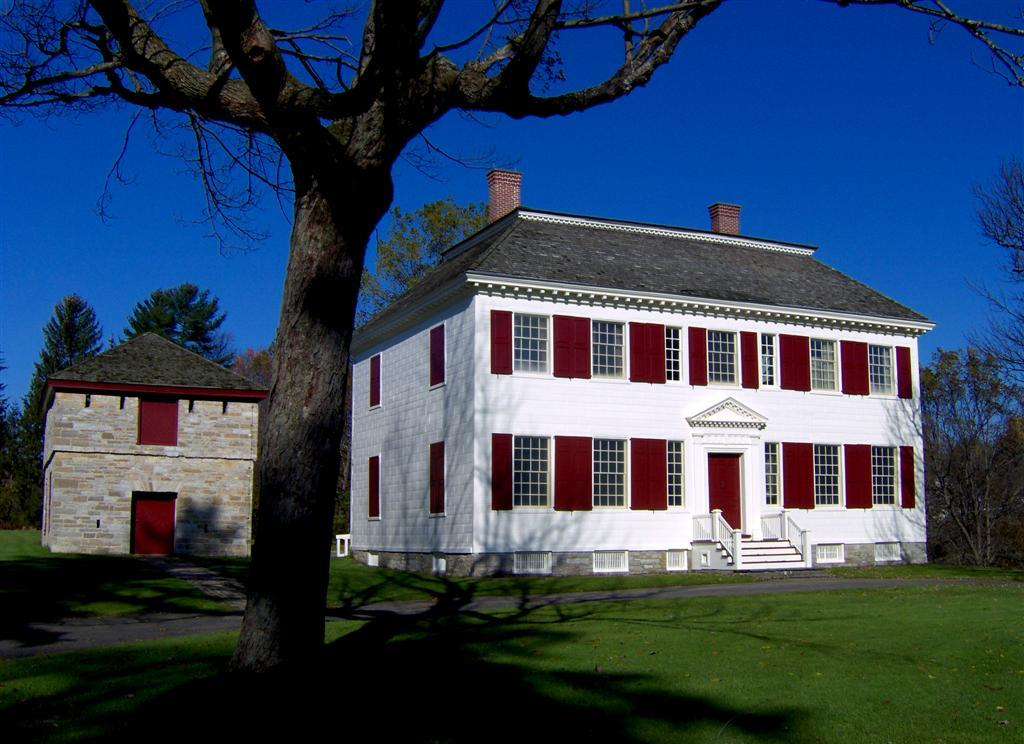
Johnson Hall, Johnstown, NY

Johnson commande les troupes iroquoises et les milices coloniales pendant la guerre de la Conquête, le théâtre nord-américain de la guerre de Sept Ans (1754-1763) en Europe. Son rôle dans la victoire britannique à la bataille du lac George en 1755 lui vaut le titre de baronnet. Par la suite, sa prise du fort Niagara aux Français en 1759 lui apporte une renommée supplémentaire. Servant comme surintendant britannique des Affaires indiennes de 1756 jusqu'à sa mort plus de 20 ans plus tard, Johnson travaille à maintenir les Amérindiens attachés aux intérêts britanniques.

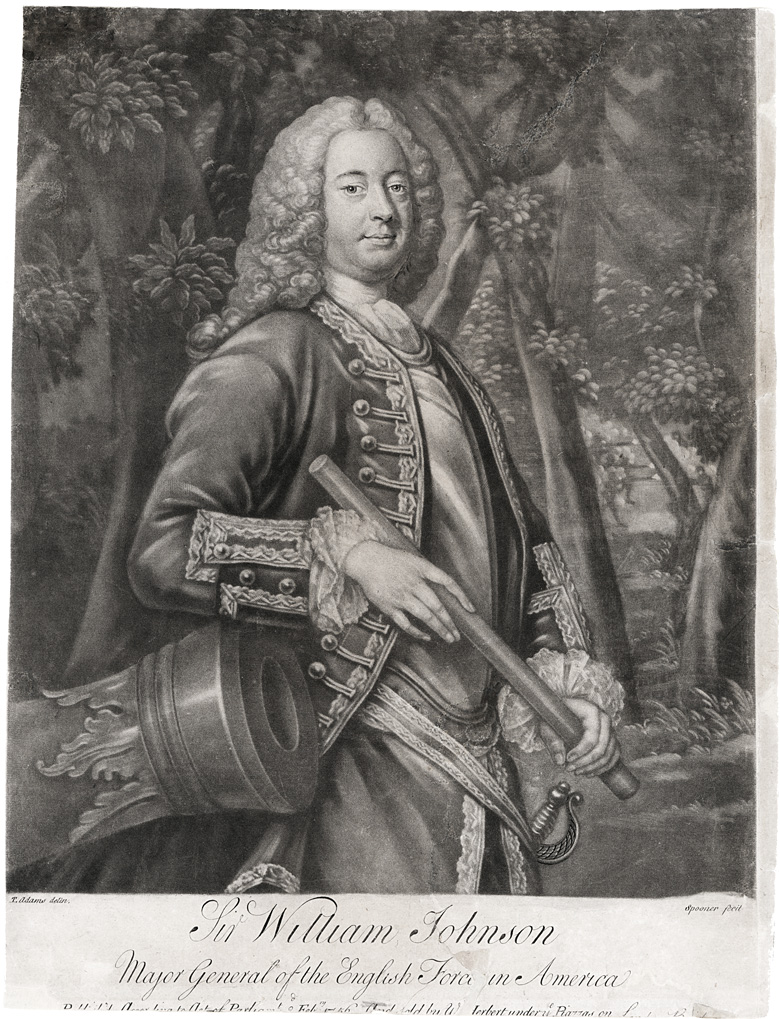
Sir William Johnson.

Il établit un poste de traite en terre mohawk et épouse une Amérindienne, Molly Brant, qui lui donne huit enfants. Bien intégré à cette communauté, il reçoit le titre de frère de sang et s'habillait comme un Indien.

## Culture populaire
Johnson apparaît dans les jeux vidéo Assassin's Creed III et Assassin's Creed Rogue.